# Luka, Dugi otok
Luka je naselje in manjše pristanišče na Dugem otoku (Hrvaška), ki upravno spada pod občino Sali Zadrske županije.

## Geografija
Luka leži v središčnem delu Dugega otoka,  v dnu istoimenskega zaliva, pod vznožjem najvišjega otoškega vrha - Velo Stražo, visoko 338 mnm. Najbližje naselje je jugovzhodno ležeči Žman, ki je po lokalni cesti Sali - Veli Rat oddaljen 4 km.
V bližini naselja so tri podzemne jame z dvoranami, najlepša med njimi je Kozja peć dolga 30 m.
Na koncu zaliva stoji pristan s pomolom, kjer lahko pristajajo manjša plovila. Globina morja ob pomolu je do 3 metre. Zaliv je dobro zavarovan pred vsemi vetrovi, razen pred severozahodnikom, ki lahko povzroči valove.

## Zgodovina
Današnje naselje se v starih listinah prvič omenja leta 1365 pod imenom Vallis Sancti Stephani, hrvaško Sustipanska Luka. V naselju stoji srednjeveška cerkev sv. Stjepana postavljena v 15. stoletju, ki so jo kasneje preuredili. Krasi jo oltarna slika Mrtvi Krist, delo neznanega domačega mojstra.

## Gospodarstvo
Najpomembnejša gospodarska dejavnost je turizem, predvsem navtični. V okolici Luke je pred udari vetra več dobro zaščiteni zalivov. Okoli naselja so lepe sprehajalne poti in naravne plaže. V bližni je zliv Boka z zdravilnim blatom. V kraju je hotel
H.Luka (youth hostel).

## Demografija
| Pregled števila prebivalcev po letih | Pregled števila prebivalcev po letih | Pregled števila prebivalcev po letih | Pregled števila prebivalcev po letih | Pregled števila prebivalcev po letih | Pregled števila prebivalcev po letih | Pregled števila prebivalcev po letih | Pregled števila prebivalcev po letih | Pregled števila prebivalcev po letih | Pregled števila prebivalcev po letih | Pregled števila prebivalcev po letih | Pregled števila prebivalcev po letih | Pregled števila prebivalcev po letih | Pregled števila prebivalcev po letih | Pregled števila prebivalcev po letih |
| ------------------------------------ | ------------------------------------ | ------------------------------------ | ------------------------------------ | ------------------------------------ | ------------------------------------ | ------------------------------------ | ------------------------------------ | ------------------------------------ | ------------------------------------ | ------------------------------------ | ------------------------------------ | ------------------------------------ | ------------------------------------ | ------------------------------------ |
| 1857                                 | 1869                                 | 1880                                 | 1890                                 | 1900                                 | 1910                                 | 1921                                 | 1931                                 | 1948                                 | 1953                                 | 1961                                 | 1971                                 | 1981                                 | 1991                                 | 2001                                 |
| 162                                  | 181                                  | 212                                  | 257                                  | 365                                  | 384                                  | 406                                  | 350                                  | 375                                  | 364                                  | 298                                  | 333                                  | 135                                  | 164                                  | 99                                   |